# Мішонн
Мішонн (mi-SHOHN), пізніше відома як Мішонн Хоторн, — вигаданий персонаж із «Ходячих мерців». Персонаж також з'являється в медіа-адаптаціях серіалу, особливо в однойменному телесеріалі, в якому її грає Данай Гуріра. Озброєна катаною та приховуючи таємниче минуле, Мішонн представлена під каптуром і тягне за собою кайдани двох реанімованих трупів для захисту та маскування. Згодом з'ясовується, що ці двоє пішоходів — її зомбований хлопець і його найкращий друг. І в коміксах, і в телесеріалах вона відіграє помітну роль у конфлікті між містом Вудбері, очолюваним губернатором, і тюремною групою.
Спрямованість персонажа контрастує між двома засобами (хоча в обох середовищах Мішонн представлена як аутсайдер, який швидко виявляється цінним надбанням). У коміксі Мішонн є колишнім адвокатом, а також розлученою з двома зниклими доньками. Вона заводить випадкові стосунки з Тайрізом, у той час як він уже має стосунки з Керол Пелетьє. У коміксах її конфлікт із Губернатором набагато жорстокіший, вона пережила сексуальне насильство, перш ніж понівечити його з помсти. Психічний стан Мішонн погіршується після багатьох втрат, що зближує її з Ріком Граймсом, який пережив подібну травму. Незважаючи на знахідку тимчасового миру з Єзекіїлем у Королівстві, Мішонн втікає до Оушенсайду, перш ніж повернутися. Її відсутність була досліджена в 3-серійному міні-серіалі від Telltale Games, де розповідається про її від'їзд і життя в морі.

## Поява
Вперше Мішонн з'являється в коміксах «Ходяці мерці» в 2005 році у випуску № 19 серії коміксів. Мішонн представлена як таємнича жінка, озброєна катаною. Вона веде за собою двох безруких і безщелепних зомбі в кайданах, і викликає немалий жах серед групи. Вона рятує Отіса від зомбі та слідує за ним до покинутої в'язниці, де базується група. Вона одразу зближується з Тайрізом, впізнаючи його ще з часів, коли він грав у НФЛ, і розділяє його пристрасть до важкої атлетики. Вони сплять разом, що прискорює розрив Тайріза з Керол Пелет'є; Потім Мішонн і Тайріз стають парою.
В серіалі Ходячі мерці перша поява Мішонн була в кінці другого сезону в таємничому образі у каптурі з двома зомбі на мотузках, коли вона врятувала Андреу. Повноційне поява персонажу сталась у третьому сезоні.